# グッドラック (曲)
「グッドラック」は、BUMP OF CHICKENの22枚目のシングル。2012年1月18日にトイズファクトリーから発売された。

## 概要
前作「ゼロ」から約3か月ぶりに発売された、2012年第1弾シングル。
前作同様、通常盤と2012年4月末日までの期間限定盤の2タイプで発売され、限定盤には『ALWAYS 三丁目の夕日』シリーズの劇伴音楽を手がけた佐藤直紀がアレンジを担当した「グッドラック」のストリングスバージョンがボーナストラックとして収録される他、吉岡秀隆や染谷将太らが出演する約35分のショートムービー「Good Luck」と「グッドラック」のミュージックビデオが収録されたDVDが付属する。また、限定盤と共に通常盤の初回プレス分にのみアリーナツアー「BUMP OF CHICKEN TOUR 2012 "GOLD GLIDER TOUR"」の最速先行予約受付の応募券が封入される。
シングルでは「宇宙飛行士への手紙/モーターサイクル」以来4作ぶり、通算7作目となるオリコンチャート1位を獲得した。

## 収録曲
CD
- 全曲作詞・作曲：藤原基央、編曲：BUMP OF CHICKEN（特記以外）

1. グッドラック [7:08]
2012年1月21日公開の映画『ALWAYS 三丁目の夕日'64』主題歌[4]。
前作『ALWAYS 続・三丁目の夕日』に引き続いて主題歌を担当しており、映画のオファー前から冒頭の16小節のメロディと歌詞は出来上がっていた。オファーをもらった後に完成前の映画を試写し、スタジオで楽曲の続きを制作し、サビ的なメロディを付け加えフルコーラス楽曲となった。ツアー『GOOD GLIDER TOUR』（初演：2011年12月5日）の開始直前までレコーディングが行われ、11月頃に完成した曲である。また、ツアー初日に初披露となった。なお、この楽曲には明確な「サビ」が存在しない[5]。
シングルA面曲で演奏時間が7分を超えたのはこの曲が初めてである。
2. ディアマン [6:37]
「ディアマン」とは、ドイツ語でダイヤモンドを意味する。
弾き語りでデモが取られていた曲で、この弾き語りのデモテイクがあまりにも素晴らしかったため、そのまま藤原の弾き語り1本のアレンジに決まった[6]。曲自体は「グッドラック」より前に完成していた。
3. グッドラック ～ストリングスVer.～ [4:16]
  - 編曲：佐藤直紀

期間限定盤ボーナストラックで、インストゥルメンタル楽曲。

隠しトラックは期間限定盤には「BURA-BURA BOY」が、通常盤には「BURA-BURA GIRL」（2曲共に作詞・作曲：BUMP OF CHICKEN）がそれぞれ収録されている。
期間限定盤DVD
1. Good Luck (ショートムービー)
2. グッドラック ミュージックビデオ

## 収録アルバム
- 『RAY』（#14）